# Liebenau (Górna Austria)
Liebenau – gmina targowa w Austrii, w kraju związkowym Górna Austria, w powiecie Freistadt. Liczy ok. 1,6 tys. mieszkańców.

## Współpraca
Miejscowości partnerskie:
- Liebenau, Niemcy
- Liebenau, Niemcy
- Liebenau – dzielnica Altenberga, Niemcy